# Davide Casaleggio
Davide Federico Dante Casaleggio (Milano, 14 gennaio 1976) è un imprenditore e politico italiano, socio fondatore del Movimento 5 Stelle, proprietario della Casaleggio Associati, presidente dell'Associazione Rousseau (Il Blog delle Stelle) e fondatore della Startup Camelot.vote.

## Biografia
Ha conseguito la laurea in Economia aziendale all'Università commerciale Luigi Bocconi di Milano. Figlio di Gianroberto Casaleggio, dopo il decesso prematuro di questi, gli succede alla guida della Casaleggio Associati, azienda di consulenza strategica che è stata legata al Movimento 5 Stelle, in particolare per la gestione del blog di Beppe Grillo. 
Dal 2016 è presidente dell'Associazione Rousseau, proprietaria dell'omonima piattaforma web Rousseau, sulla quale gli iscritti discutono riguardo alle decisioni politiche del Movimento. Inoltre, all'interno del Movimento si occupa della certificazione delle liste e della verifica di documenti e conformità ai requisiti di candidatura (fra cui, ad esempio, la fedina penale).
Dal giugno del 2021 lascia il Movimento 5 Stelle dopo che il Garante per la protezione dei dati personali ha imposto all'associazione Rousseau di consegnare al partito i dati degli iscritti che essa si rifiutava di rilasciare per assenza del rappresentante legale.  Casaleggio ha inoltre dichiarato che "negli ultimi 16 mesi il Movimento ha deciso di violare così tante regole e principi di democrazia interna e di rispetto delle decisioni degli iscritti da rendere impossibile per noi continuare un percorso condiviso".
Nel 2024 ha pubblicato il libro Gli algoritmi del potere edito da Chiarelettere.